# 凶猛甲镖水蚤
凶猛甲镖水蚤（学名：Argyrodiaptomus ferus）为镖水蚤科甲镖水蚤属的动物，是中国的特有物种。分布于广东等地，属于暖水性种类。池塘、湖泊和河流中。